# Nila Krjukowa
Nila Walerijiwna Krjukowa (ukrainisch Ніла Валеріївна Крюкова; * 14. November 1943 in Popiwka, Nikolajew, Reichskommissariat Ukraine; † 5. Oktober 2018) war eine ukrainische Schauspielerin.

## Leben
Nila Krjukowa kam in Popiwka im heutigen Rajon Onufrijiwka der ukrainischen Oblast Kirowohrad zur Welt. Sie schloss 1967 ein Schauspielstudium am „Kiewer Staatlichen Institut für Theater Kunst benannt nach Karpenko-Karyj“ ab. Danach war sie von 1967 bis 1968 am „Akademischen ukrainischen Dramentheater Nikolai Gogol“ in Poltawa und erhielt gleich wichtige Rollen. Zwischen 1970 und 1975 war sie am Literaturtheater „Wort“ des Schriftstellerverbandes der Ukraine und seit 1975 war sie Schauspielerin an der Kiewer Philharmonie. Ihr Repertoire beinhaltete Werke der ukrainischen Klassiker und zeitgenössische Autoren. Sie spielte in den Kinofilmen „Na Kyjiwskomu naprjamku“ (На Київському напрямку, 1968); „Propala hramota“ (Пропала грамота, 1972) und „Kaidaschewa sim'ja“ (Кайдашева сім'я, 1996) mit.
Im Juli 2006 fiel sie in Iwankowytschi bei Kiew von einer Schaukel und zog sich eine Fraktur der Halswirbelsäule zu. Die Ärzte konnten zwar ihr Leben retten, jedoch war die Schauspielerin seitdem bettlägerig.

## Familie
Nila Krjukowa war mit dem Film- und Theaterschauspieler Anatolij Bartschuk (Анатолій Трохимович Барчук, 16. November 1939 – 7. Juni 2015) verheiratet. Die gemeinsame Tochter Myroslawa Bartschuk (Мирослава Анатоліївна Барчук, * 22. Juli 1968) ist Journalistin und Fernsehmoderatorin in der Ukraine.

## Ehrungen
Nila Krjukowa erhielt zahlreiche Ehrungen. Darunter:
- 2008 Held der Ukraine[2]
- 2006 Orden des Fürsten Jaroslaw des Weisen 5. Klasse[3]
- 1989 Taras-Schewtschenko-Preis[4]
- 1985 Volkskünstler der Ukraine[1]